# 001 Edizioni
001 Edizioni è una casa editrice italiana fondata a Torino nel 2006 ed attiva nella pubblicazione di graphic novel e di fumetti italiani e internazionali. Con l'etichetta Hikari, in particolare, ha sviluppato un ampio catalogo di manga di autori come Go Nagai, Osamu Tezuka e Shintaro Kago. Possiede anche una filiale spagnola, 001 Ediciones.

## Marchi
Le etichette e le collane appartenenti a 001 Edizioni sono:
001 Manhua
Fumetti della Cina continentale.
001 France
Nato nel 2007 per il fumetto franco-belga.
H! Historietas
Per la produzione sudamericana. Ha ristampato una nuova edizione riveduta e corretta de L'Eternauta.
Made in Italy
Romanzi grafici italiani;
Hikari Edizioni
Per le opere giapponesi d'autore.
Nova Express
Classici del fumetto popolare e avventuroso
NOWCOMICS
Fumetto di genere

## Riconoscimenti
La casa editrice ha ottenuto (al 2017) 26 premi italiani e internazionali per le sue iniziative editoriali.
- Napoli Comicon - Premio Attilio Micheluzzi 2011 - Miglior fumetto estero: Il cielo sopra il Louvre, di Jean-Claude Carrière/Bernard Yslaire[3]
- Napoli Comicon - Premio Attilio Micheluzzi 2012 - Miglior riedizione di un classico: L'Eternauta, di Héctor Germán Oesterheld/Francisco Solano López[4]
- Romics - Gran Premio 2013: L'arte di volare di Antonio Altarriba e Kim[2]
- Napoli Comicon - Premio Attilio Micheluzzi 2014 - Miglior edizione di un classico: La Cronaca degli Insetti Umani, di Osamu Tezuka (001 Edizioni – Hikari)[5]
- Lucca Comics & Games - Gran Guinigi 2014 - Premio Stefano Beani - Miglior Iniziativa Editoriale: Krazy Kat 1933 /34 (Nova Express) Ex aequo con la Collana dedicata a Alberto Breccia di Comma 22[6]
- Lucca Comics & Games - Gran Guinigi 2015 - Premio Stefano Beani per un'Iniziativa Editoriale: Gen di Hiroshima di Keiji Nakazawa (Hikari Edizioni)[7]
- Romics - Concorso dei Libri a Fumetti 2017 - Premio Scuola sudamericana: Perramus di Juan Sasturian e Alberto Breccia[8]